# Rappresentanti del Nevada
Il Nevada è attualmente rappresentato alla Camera dei rappresentanti degli Stati Uniti da quattro delegati, eletti in distretti con il sistema first-past-the-post ogni due anni. Dal momento dell'ingresso nell'Unione, nel 1864, e fino al 1983, il Nevada elesse tutti i suoi rappresentanti tramite un singolo collegio plurinominale che copriva tutto lo stato, detto at-large.
Essendo il numero dei delegati proporzionale alla popolazione dello stato, lo stato ha visto crescere la propria rappresentanza alla Camera, fino al numero massimo di quattro raggiunta nel 2013 e confermata dai dati dell'ultimo censimento del 2020.

## Elenco

### Distretto congressualeat-largedel Territorio del Nevada
| N. | Foto | Rappresentante     | Partito | Partito      | Carica          | Carica          | Congresso | Mandati | Elezioni                                                  |
| N. | Foto | Rappresentante     | Partito | Partito      | Inizio          | Termine         | Congresso | Mandati | Elezioni                                                  |
| -- | ---- | ------------------ | ------- | ------------ | --------------- | --------------- | --------- | ------- | --------------------------------------------------------- |
| 1  |      | John Cradlebaugh   |         | Indipendente | 2 dicembre 1861 | 4 marzo 1863    | 37        | 1       | 1861                                                      |
| 2  |      | Gordon Newell Mott |         | Repubblicano | 4 marzo 1863    | 31 ottobre 1864 | 38        | 1       | 1863 Non si ricandidò nel distretto congressuale at-large |

### Distretto congressualeat-large
| N.                                             | Foto    | Rappresentante          | Partito | Partito      | Carica          | Carica          | Congresso                             | Mandati | Elezioni                                                                           |
| N.                                             | Foto    | Rappresentante          | Partito | Partito      | Inizio          | Termine         | Congresso                             | Mandati | Elezioni                                                                           |
| ---------------------------------------------- | ------- | ----------------------- | ------- | ------------ | --------------- | --------------- | ------------------------------------- | ------- | ---------------------------------------------------------------------------------- |
| Il distretto venne creato nel 1864             |         |                         |         |              |                 |                 |                                       |         |                                                                                    |
| 1                                              |         | Henry G. Worthington    |         | Repubblicano | 31 ottobre 1864 | 3 marzo 1865    | 38                                    | 1       | 1864 Non ottenne la ricandidatura                                                  |
| 2                                              |         | Delos R. Ashley         |         | Repubblicano | 4 marzo 1865    | 3 marzo 1869    | 39 · 40                               | 2       | 1865 · 1866 Non ricandidatosi                                                      |
| 3                                              |         | Thomas Fitch            |         | Repubblicano | 4 marzo 1869    | 3 marzo 1871    | 41                                    | 1       | 1868 Perse la rielezione                                                           |
| 4                                              |         | Charles West Kendall    |         | Democratico  | 4 marzo 1871    | 3 marzo 1875    | 42 · 43                               | 2       | 1870 · 1872 Non ricandidatosi                                                      |
| 5                                              |         | William Woodburn        |         | Repubblicano | 4 marzo 1875    | 3 marzo 1877    | 44                                    | 1       | 1874                                                                               |
| 6                                              |         | Thomas Wren             |         | Repubblicano | 4 marzo 1877    | 3 marzo 1879    | 45                                    | 1       | 1876                                                                               |
| 7                                              |         | Rollin M. Daggett       |         | Repubblicano | 4 marzo 1879    | 3 marzo 1881    | 46                                    | 1       | 1878 Perse la rielezione                                                           |
| 8                                              |         | George Williams Cassidy |         | Democratico  | 4 marzo 1881    | 3 marzo 1885    | 47 · 48                               | 2       | 1880 · 1882 Perse la rielezione                                                    |
| 9                                              |         | William Woodburn        |         | Repubblicano | 4 marzo 1885    | 3 marzo 1889    | 49 · 50                               | 2       | 1884 · 1886 Non ricandidatosi                                                      |
| 10                                             |         | Horace F. Bartine       |         | Repubblicano | 4 marzo 1889    | 3 marzo 1893    | 51 · 52                               | 2       | 1888 · 1890 Non ricandidatosi                                                      |
| 11                                             |         | Francis G. Newlands     |         | Democratico  | 4 marzo 1893    | 3 marzo 1903    | 53 · 54 · 55 · 56 · 57                | 5       | 1892 · 1894 · 1896 · 1898 · 1900 Candidatosi al Senato                             |
| 12                                             |         | Clarence D. Van Duzer   |         | Democratico  | 4 marzo 1903    | 3 marzo 1907    | 58 · 59                               | 2       | 1902 · 1904 Non ricandidatosi                                                      |
| 13                                             |         | George A. Bartlett      |         | Democratico  | 4 marzo 1907    | 3 marzo 1911    | 60 · 61                               | 2       | 1906 · 1908 Non ricandidatosi                                                      |
| 14                                             |         | Edwin E. Roberts        |         | Repubblicano | 4 marzo 1911    | 3 marzo 1919    | 62 · 63 · 64 · 65                     | 4       | 1910 · 1912 · 1914 · 1916 Candidatosi al Senato                                    |
| 15                                             |         | Charles R. Evans        |         | Democratico  | 4 marzo 1919    | 3 marzo 1921    | 66                                    | 1       | 1918 Perse la rielezione                                                           |
| 16                                             |         | Samuel S. Arentz        |         | Repubblicano | 4 marzo 1921    | 3 marzo 1923    | 67                                    | 1       | 1920 Candidatosi al Senato                                                         |
| 17                                             |         | Charles L. Richards     |         | Democratico  | 4 marzo 1923    | 3 marzo 1925    | 68                                    | 1       | 1922 Perse la rielezione                                                           |
| 18                                             |         | Samuel S. Arentz        |         | Repubblicano | 4 marzo 1925    | 3 marzo 1933    | 69 · 70 · 71 · 72                     | 4       | 1924 · 1926 · 1928 · 1930                                                          |
| 19                                             |         | James G. Scrugham       |         | Democratico  | 4 marzo 1933    | 7 dicembre 1942 | 73 · 74 · 75 · 76 · 77                | 4 1⁄2   | 1932 · 1924 · 1936 · 1938 · 1940 Dimessosi all'elezione al Senato                  |
| Vacante                                        | Vacante | Vacante                 | Vacante | Vacante      | 7 dicembre 1942 | 3 gennaio 1943  | 77                                    |         |                                                                                    |
| 20                                             |         | Maurice J. Sullivan     |         | Democratico  | 3 gennaio 1943  | 3 gennaio 1945  | 78                                    | 1       | 1942 Non ottenne la ricandidatura                                                  |
| 21                                             |         | Berkeley L. Bunker      |         | Democratico  | 3 gennaio 1945  | 3 gennaio 1947  | 79                                    | 1       | 1944 Candidatosi al Senato                                                         |
| 22                                             |         | Charles H. Russell      |         | Repubblicano | 3 gennaio 1947  | 3 gennaio 1949  | 80                                    | 1       | 1946 Perse la rielezione                                                           |
| 23                                             |         | Walter S. Baring Jr.    |         | Democratico  | 3 gennaio 1949  | 3 gennaio 1953  | 81 · 82                               | 2       | 1948 · 1950 Perse la rielezione                                                    |
| 24                                             |         | Clarence Clifton Young  |         | Repubblicano | 3 gennaio 1953  | 3 gennaio 1957  | 83 · 84                               | 2       | 1952 · 1954 Candidatosi al Senato                                                  |
| 25                                             |         | Walter S. Baring Jr.    |         | Democratico  | 3 gennaio 1957  | 3 gennaio 1973  | 85 · 86 · 87 · 88 · 89 · 90 · 91 · 92 | 8       | 1956 · 1958 · 1960 · 1962 · 1964 · 1966 · 1968 · 1970 Non ottenne la ricandidatura |
| 26                                             |         | David Towell            |         | Repubblicano | 3 gennaio 1973  | 3 gennaio 1975  | 93                                    | 1       | 1972 Perse la rielezione                                                           |
| 27                                             |         | James David Santini     |         | Democratico  | 3 gennaio 1975  | 3 gennaio 1983  | 94 · 95 · 96 · 97                     | 4       | 1974 · 1976 · 1978 · 1980 Ricandidatosi al Senato                                  |
| Il distretto venne eliminato il 3 gennaio 1983 |         |                         |         |              |                 |                 |                                       |         |                                                                                    |

### 1º distretto congressuale
| N.                                 | Foto | Rappresentante  | Partito | Partito      | Carica         | Carica         | Congresso                               | Mandati | Elezioni                                                             |
| N.                                 | Foto | Rappresentante  | Partito | Partito      | Inizio         | Termine        | Congresso                               | Mandati | Elezioni                                                             |
| ---------------------------------- | ---- | --------------- | ------- | ------------ | -------------- | -------------- | --------------------------------------- | ------- | -------------------------------------------------------------------- |
| Il distretto venne creato nel 1983 |      |                 |         |              |                |                |                                         |         |                                                                      |
| 1                                  |      | Harry Reid      |         | Democratico  | 3 gennaio 1983 | 3 gennaio 1987 | 98 · 99                                 | 2       | 1982 · 1984 Candidatosi al Senato                                    |
| 2                                  |      | James Bilbray   |         | Democratico  | 3 gennaio 1987 | 3 gennaio 1995 | 100 · 101 · 102 · 103                   | 4       | 1986 · 1988 · 1990 · 1992 Perse la rielezione                        |
| 3                                  |      | John Ensign     |         | Repubblicano | 3 gennaio 1995 | 3 gennaio 1999 | 104 · 105                               | 2       | 1994 · 1996 Candidatosi al Senato                                    |
| 4                                  |      | Shelley Berkley |         | Democratico  | 3 gennaio 1999 | 3 gennaio 2013 | 106 · 107 · 108 · 109 · 110 · 111 · 112 | 7       | 1998 · 2000 · 2002 · 2004 · 2006 · 2008 · 2010 Candidatasi al Senato |
| 5                                  |      | Dina Titus      |         | Democratico  | 3 gennaio 2013 | in carica      | 113 · 114 · 115 · 116 · 117 · 118 · 119 | 7       | 2012 · 2014 · 2016 · 2018 · 2020 · 2022 · 2024                       |

### 2º distretto congressuale
| N.      | Foto    | Rappresentante     | Partito | Partito      | Carica            | Carica            | Congresso                                     | Mandati | Elezioni                                                                                   |
| N.      | Foto    | Rappresentante     | Partito | Partito      | Inizio            | Termine           | Congresso                                     | Mandati | Elezioni                                                                                   |
| ------- | ------- | ------------------ | ------- | ------------ | ----------------- | ----------------- | --------------------------------------------- | ------- | ------------------------------------------------------------------------------------------ |
| 1       |         | Barbara Vucanovich |         | Repubblicano | 3 gennaio 1983    | 3 gennaio 1997    | 98 · 99 · 100 · 101 · 102 · 103 · 104         | 7       | 1982 · 1984 · 1986 · 1988 · 1990 · 1992 · 1994 Non ricandidatasi                           |
| 2       |         | Jim Gibbons        |         | Repubblicano | 3 gennaio 1997    | 31 dicembre 2006  | 105 · 106 · 107 · 108 · 109                   | 5       | 1996 · 1998 · 2000 · 2002 · 2004 Eletto Governatore                                        |
| Vacante | Vacante | Vacante            | Vacante | Vacante      | 31 dicembre 2006  | 3 gennaio 2007    | 109                                           |         |                                                                                            |
| 3       |         | Dean Heller        |         | Repubblicano | 3 gennaio 2007    | 9 maggio 2011     | 110 · 111 · 112                               | 2 1⁄2   | 2006 · 2008 · 2010 Eletto al Senato                                                        |
| Vacante | Vacante | Vacante            | Vacante | Vacante      | 9 maggio 2011     | 13 settembre 2011 | 112                                           |         |                                                                                            |
| 4       |         | Mark Amodei        |         | Repubblicano | 13 settembre 2011 | in carica         | 112 · 113 · 114 · 115 · 116 · 117 · 118 · 119 | 7 1⁄2   | Eletto per terminare il mandato di Heller · 2012 · 2014 · 2016 · 2018 · 2020 · 2022 · 2024 |

### 3º distretto congressuale
| N.                                 | Foto | Rappresentante | Partito | Partito      | Carica         | Carica         | Congresso             | Mandati | Elezioni                                 |
| N.                                 | Foto | Rappresentante | Partito | Partito      | Inizio         | Termine        | Congresso             | Mandati | Elezioni                                 |
| ---------------------------------- | ---- | -------------- | ------- | ------------ | -------------- | -------------- | --------------------- | ------- | ---------------------------------------- |
| Il distretto venne creato nel 2003 |      |                |         |              |                |                |                       |         |                                          |
| 1                                  |      | Jon Porter     |         | Repubblicano | 3 gennaio 2003 | 3 gennaio 2009 | 108 · 109 · 110       | 3       | 2002 · 2004 · 2006 Perse la rielezione   |
| 2                                  |      | Dina Titus     |         | Democratico  | 3 gennaio 2009 | 3 gennaio 2011 | 111                   | 1       | 2008 Perse la rielezione                 |
| 3                                  |      | Joe Heck       |         | Repubblicano | 3 gennaio 2011 | 3 gennaio 2017 | 112 · 113 · 114       | 3       | 2010 · 2012 · 2014 Candidatosi al Senato |
| 4                                  |      | Jacky Rosen    |         | Democratico  | 3 gennaio 2017 | 3 gennaio 2019 | 115                   | 1       | 2016 Candidatasi al Senato               |
| 5                                  |      | Susie Lee      |         | Democratico  | 3 gennaio 2019 | in carica      | 116 · 117 · 118 · 119 | 4       | 2018 · 2020 · 2022 · 2024                |

### 4º distretto congressuale
| N.                                 | Foto | Rappresentante  | Partito | Partito      | Carica         | Carica         | Congresso             | Mandati | Elezioni                  |
| N.                                 | Foto | Rappresentante  | Partito | Partito      | Inizio         | Termine        | Congresso             | Mandati | Elezioni                  |
| ---------------------------------- | ---- | --------------- | ------- | ------------ | -------------- | -------------- | --------------------- | ------- | ------------------------- |
| Il distretto venne creato nel 2013 |      |                 |         |              |                |                |                       |         |                           |
| 1                                  |      | Steven Horsford |         | Democratico  | 3 gennaio 2013 | 3 gennaio 2015 | 113                   | 1       | 2012 Perse la rielezione  |
| 2                                  |      | Cresent Hardy   |         | Repubblicano | 3 gennaio 2015 | 3 gennaio 2017 | 114                   | 1       | 2014 Perse la rielezione  |
| 3                                  |      | Ruben Kihuen    |         | Democratico  | 3 gennaio 2017 | 3 gennaio 2019 | 115                   | 1       | 2016 Non ricandidatosi    |
| 4                                  |      | Steven Horsford |         | Democratico  | 3 gennaio 2019 | in carica      | 116 · 117 · 118 · 119 | 4       | 2018 · 2020 · 2022 · 2024 |